# قیطول (قزوین)
قیطول (قزوین)، روستایی از توابع بخش طارم سفلی شهرستان قزوین در استان قزوین ایران است.

## جمعیت
این روستا در دهستان خندان قرار دارد و براساس سرشماری مرکز آمار ایران در سال ۱۳۸۵، جمعیت آن ۱۱۳ نفر (۳۳خانوار) بوده‌است.زبان مردم قیطول ترکی آذربایجانی است.

## محصولات کشاورزی
مهمترین محصولات کشاورزی این روستا عبارتند از برنج،زیتون و پیاز.